# Campeonato da Europa de Atletismo de 2016 - 800 m feminino
A prova dos 800 metros feminino do Campeonato da Europa de Atletismo de 2016 foi disputada entre os dias 6 e 9 de julho de 2016 no Estádio Olímpico de Amsterdã em Amesterdão,  nos Países Baixos. 

## Recordes
Antes desta competição, os recordes mundiais e do campeonato nesta prova eram os seguintes:
|                       | Nome                  | Nacionalidade   | Tempo    | Local   | Data                  |
| --------------------- | --------------------- | --------------- | -------- | ------- | --------------------- |
| Recorde mundial       | Jarmila Kratochvílová | Tchecoslováquia | 1m53s 28 | Munique | 26 de julho de 1983   |
| Recorde do campeonato | Olga Mineyeva         | União Soviética | 1m55s 41 | Atenas  | 8 de setembro de 1982 |
| Recorde europeu       | Jarmila Kratochvílová | Tchecoslováquia | 1m53s 28 | Munique | 26 de julho de 1983   |

## Medalhistas
| Ouro                      | Prata                | Bronze             |
| Nataliya Pryshchepa (UKR) | Rénelle Lamote (FRA) | Lovisa Lindh (SWE) |

## Cronograma
Todos os horários são locais (UTC+2).
| Data       | Hora  | Evento    |
| ---------- | ----- | --------- |
| 6 de julho | 18:25 | Bateria   |
| 7 de julho | 18:50 | Semifinal |
| 9 de julho | 21:40 | Final     |

## Resultados

### Bateria
Qualificação: 4 atletas de cada bateria (Q) mais os 4 melhores qualificados (q).
| Posição | Bateria | Raia | Atleta                  | Nacionalidade | Tempo   | Notas   |
| ------- | ------- | ---- | ----------------------- | ------------- | ------- | ------- |
| 1       | 1       | 4    | Renelle Lamote          | França        | 2:01.60 | Q       |
| 2       | 1       | 2    | Lovisa Lindh            | Suécia        | 2:01.77 | Q       |
| 3       | 1       | 5    | Hedda Hynne             | Noruega       | 2:01.85 | Q       |
| 4       | 1       | 7    | Aníta Hinriksdóttir     | Islândia      | 2:02.44 | Q       |
| 5       | 3       | 3    | Nataliya Pryshchepa     | Ucrânia       | 2:02.57 | Q       |
| 6       | 1       | 8    | Renée Eykens            | Bélgica       | 2:02.76 | q       |
| 7       | 5       | 6    | Jenny Meadows           | Grã-Bretanha  | 2:03.10 | Q       |
| 8       | 5       | 5    | Trine Mjåland           | Noruega       | 2:03.13 | Q       |
| 9       | 3       | 8    | Alison Leonard          | Grã-Bretanha  | 2:03.64 | Q       |
| 10      | 5       | 2    | Esther Guerrero         | Espanha       | 2:03.72 | Q       |
| 11      | 3       | 5    | Yuliya Karol            | Bielorrússia  | 2:03.78 | Q       |
| 12      | 5       | 3    | Anastasiya Tkachuk      | Ucrânia       | 2:03.80 | Q       |
| 13      | 3       | 4    | Anna Silvander          | Suécia        | 2:03.95 | Q       |
| 14      | 3       | 7    | Florina Pierdevara      | Roménia       | 2:04.28 | q       |
| 15      | 2       | 4    | Selina Büchel           | Suíça         | 2:04.50 | Q       |
| 16      | 4       | 5    | Nataliya Lupu           | Ucrânia       | 2:04.53 | Q       |
| 17      | 4       | 7    | Yusneysi Santiusti      | Itália        | 2:04.53 | Q       |
| 18      | 3       | 2    | Alexandra Štuková       | Eslováquia    | 2:04.58 | q       |
| 19      | 5       | 4    | Anastasiya Komarova     | Azerbaijão    | 2:04.60 | q,      |
| 20      | 4       | 8    | Joanna Jóźwik           | Polónia       | 2:04.62 | Q       |
| 21      | 2       | 3    | Sanne Verstegen         | Países Baixos | 2:04.69 | Q       |
| 22      | 4       | 6    | Bianka Kéri             | Hungria       | 2:04.90 | Q       |
| 23      | 4       | 3    | Siofra Cleirigh-Buttner | Irlanda       | 2:04.97 |         |
| 24      | 4       | 4    | Adelle Tracey           | Grã-Bretanha  | 2:05.41 |         |
| 25      | 3       | 6    | Fabienne Kohlmann       | Alemanha      | 2:05.54 |         |
| 26      | 1       | 3    | Katia Hristova          | Bulgária      | 2:05.72 |         |
| 27      | 2       | 6    | Natalia Evangelidou     | Chipre        | 2:05.73 | Q       |
| 28      | 2       | 1    | Christina Hering        | Alemanha      | 2:05.78 | Q       |
| 29      | 2       | 5    | Yngvild Elvemo          | Noruega       | 2:05.78 |         |
| 30      | 1       | 6    | Irene Baldessari        | Itália        | 2:06.15 |         |
| 31      | 2       | 8    | Eglė Balčiūnaitė        | Lituânia      | 2:08.14 |         |
| 32      | 2       | 2    | Yuliya Stepanova        | AEA           | DSQ     | R163.3a |
| 32      | 4       | 2    | Claudia Bobocea         | Roménia       | DNF     |         |
| 33      | 2       | 7    | Angelika Cichocka       | Polónia       | DNS     |         |
| 32      | 5       | 7    | Sofia Ennaoui           | Polónia       | DNS     |         |
| 33      | 5       | 8    | Justine Fedronic        | França        | DNS     |         |

- AEA : Atleta independente que compete sob a bandeira da Associação Européia de Atletismo.

### Semifinal
Qualificação: 2 atletas de cada bateria (Q) mais os 2 melhores qualificados (q). 
| Posição | Bateria | Raia | Atleta              | Nacionalidade | Tempo   | Notas                |
| ------- | ------- | ---- | ------------------- | ------------- | ------- | -------------------- |
| 1       | 2       | 5    | Renelle Lamote      | França        | 1:59.87 | Q                    |
| 2       | 2       | 4    | Selina Büchel       | Suíça         | 2:00.30 | Q,                   |
| 3       | 2       | 3    | Lovisa Lindh        | Suécia        | 2:00.66 | q                    |
| 4       | 2       | 6    | Aníta Hinriksdóttir | Islândia      | 2:01.41 | q                    |
| 5       | 1       | 4    | Joanna Jóźwik       | Polónia       | 2:01.52 | Q                    |
| 6       | 1       | 7    | Hedda Hynne         | Noruega       | 2:01.57 | Q                    |
| 7       | 2       | 8    | Esther Guerrero     | Espanha       | 2:01.62 |                      |
| 8       | 2       | 2    | Trine Mjåland       | Noruega       | 2:01.73 | Recorde da temporada |
| 9       | 1       | 6    | Nataliya Lupu       | Ucrânia       | 2:01.74 |                      |
| 10      | 3       | 4    | Nataliya Pryshchepa | Ucrânia       | 2:01.75 | Q                    |
| 11      | 2       | 7    | Anastasiya Tkachuk  | Ucrânia       | 2:01.91 |                      |
| 12      | 3       | 5    | Yusneysi Santiusti  | Itália        | 2:02.21 | Q                    |
| 13      | 3       | 3    | Alison Leonard      | Grã-Bretanha  | 2:02.31 |                      |
| 14      | 1       | 8    | Renée Eykens        | Bélgica       | 2:02.38 |                      |
| 15      | 1       | 3    | Christina Hering    | Alemanha      | 2:02.56 |                      |
| 16      | 3       | 7    | Florina Pierdevara  | Roménia       | 2:02.75 |                      |
| 17      | 1       | 5    | Jenny Meadows       | Grã-Bretanha  | 2:03.13 |                      |
| 18      | 3       | 8    | Yuliya Karol        | Bielorrússia  | 2:03.17 |                      |
| 19      | 1       | 1    | Alexandra Štuková   | Eslováquia    | 2:03.27 |                      |
| 20      | 2       | 1    | Anastasiya Komarova | Azerbaijão    | 2:03.32 | Recorde da temporada |
| 21      | 3       | 6    | Sanne Verstegen     | Países Baixos | 2:03.33 |                      |
| 22      | 1       | 2    | Anna Silvander      | Suécia        | 2:03.37 |                      |
| 23      | 3       | 1    | Bianka Kéri         | Hungria       | 2:03.47 |                      |
| 24      | 3       | 2    | Natalia Evangelidou | Chipre        | 2:03.99 |                      |

### Final
| Posição           | Raia | Atleta              | Nacionalidade | Tempo   | Notas                |
| ----------------- | ---- | ------------------- | ------------- | ------- | -------------------- |
| Medalha de ouro   | 3    | Nataliya Pryshchepa | Ucrânia       | 1:59.70 |                      |
| Medalha de prata  | 5    | Renelle Lamote      | França        | 2:00.19 |                      |
| Medalha de bronze | 7    | Lovisa Lindh        | Suécia        | 2:00.37 | Recorde pessoal      |
| 4                 | 4    | Selina Büchel       | Suíça         | 2:00.47 |                      |
| 5                 | 6    | Yusneysi Santiusti  | Itália        | 2:00.53 |                      |
| 6                 | 2    | Joanna Jóźwik       | Polónia       | 2:00.57 | Recorde da temporada |
| 7                 | 1    | Hedda Hynne         | Noruega       | 2:00.94 | Recorde pessoal      |
| 8                 | 8    | Aníta Hinriksdóttir | Islândia      | 2:02.55 |                      |

Legenda
| Recorde mundial       | Recorde mundial (World record)               |                       | Recorde africano                      | Recorde africano (African) |                                           | Q | Classificado por posição (Qualified) |
| Recorde do campeonato | Recorde do campeonato (Championship record)  | Recorde da América    | Recorde da América (Americas)         | q                          | Classificado por melhor tempo (Qualified) |   |                                      |
| Melhor marca do ano   | Melhor marca do ano (World leading)          | Recorde asiático      | Recorde asiático (Asian)              | DNS                        | Não largou (Did not start)                |   |                                      |
| Recorde nacional      | Recorde nacional (National record)           | Recorde europeu       | Recorde europeu (European)            | DNF                        | Não terminou (Did not finish)             |   |                                      |
| Recorde pessoal       | Recorde pessoal do atleta (Personal best)    | Recorde da Oceania    | Recorde da Oceania (Oceania)          | DSQ / DQ                   | Desclassificado (Disqualified)            |   |                                      |
| Recorde da temporada  | Recorde da temporada do atleta (Season best) | Recorde sul-americano | Recorde sul-americano (South America) | NM                         | Sem marca (No mark)                       |   |                                      |